# Крым 24
«Крым 24» — второй телеканал телерадиокомпании «Крым» и первый крымский телеканал (после переезда центра вещания телеканалов LALE и ATR в Киев), начавший спутниковое вещание за пределы полуострова.

## История
Первые сообщения о возможном начале вещания телеканала появились в марте 2014 года при отключении вещания «Черноморской ТРК» и её замены на канал «Россия-24». До июля 2014 года промологотип отображался в эфире «России-24» в Крыму, после чего он был убран.
С 2014 началось переоснащение телеканала: закуплены современные видеокамеры, передвижная телевизионная станция, передающее оборудование. В 2015 году новая техника позволила выходить в эфир в HD качестве. Возможности расширились приобретением новых ПТС, дополнительных телекамер. Новостные события, концерты и парады стали возможными для трансляции в прямом эфире Студии хромакей расширили творческие возможности в оформлении программ. В новостной студии появилась возможность в прямом эфире включать 2D и 3D графику.
Полноценное вещание канала удалось создать лишь в 2016 году. Тестовое вещание началось 1 февраля 2016 года, а к 3 февраля российскому оператору цифрового спутникового телевидения STV удалось провести вещательный кабель в Краснодарский край, откуда сигнал отправляется непосредственно на спутник.
С 1 февраля 2016 STV начал тестовую трансляцию телеканала «Крым 24» на всю территорию Украины, а с 1 марта 2016 года канал начал тестовое вещание в третьем мультиплексе цифрового телевидения России.
Решением Федеральной конкурсной комиссии по телерадиовещанию от 15 февраля 2017 года телеканал выбран обязательным общедоступным региональным телеканалом («21-я кнопка») Республики Крым.
20 мая 2020 года YouTube удалил аккаунт телеканала со своего видеохостинга.

## Филиалы по городам
В 2019—2021 году была образована сеть филиалов (полноценных редакций, со своим студиями и оборудованием), а также начала развиваться сетка вещания в кабеле местных региональных сетей и в рамках отдельных выпусков новостей в эфире телеканала «Крым 24».
- 11 июня 2019 года начал вещание канал «Евпатория 24» (первый в сетке «Крым 24»)
- 12 августа 2019 года начал вещание канал «Керчь 24».
- 15 января 2020 года начал вещание канал «Ялта 24» и стали выходить новости Южного берега Крыма — в отдельных выпусках новостей.
- 1 октября 2020 года начал вещание в Феодосии «Восточный Крым 24».
- 18 января 2021 года в Красноперекопске начал вещание «Северный Крым 24».
- 1 марта 2021 года в Севастополе в тестовом режиме начал вещание «Легендарный 24», что завершило развитие сети редакции[9].